# 兵庫県道346号郷の瀬野村線
兵庫県道346号郷の瀬野村線（ひょうごけんどう346ごう ごのせのむらせん）は、兵庫県西脇市を通る一般県道である。

## 概要
西脇市郷瀬町から西脇市野村町に至る。

### 路線データ
- 起点：西脇市郷瀬町[1]（春日橋東詰交差点、国道427号交点、兵庫県道144号西脇口吉川神戸線上）
- 終点：西脇市野村町[1]（野村西交差点、兵庫県道34号西脇八千代市川線交点）
- 総延長：3.4 km[1]

## 路線状況

### 重複区間
- 兵庫県道144号西脇口吉川神戸線（西脇市郷瀬町・春日橋東詰交差点（起点） - 西脇市小坂町・小坂町交差点）

### 道路施設

#### 橋梁
- 春日橋（杉原川、西脇市、兵庫県道144号西脇口吉川神戸線重複区間内）

## 地理

### 通過する自治体
- 西脇市

### 交差する道路
| 交差する道路                                         | 交差する場所 | 交差する場所            |
| ---------------------------------------------------- | ------------ | ----------------------- |
| 国道427号 兵庫県道144号西脇口吉川神戸線 重複区間起点 | 郷瀬町       | 春日橋東詰交差点 / 起点 |
| 兵庫県道144号西脇口吉川神戸線 重複区間終点           | 小坂町       | 小坂町交差点            |
| 兵庫県道34号西脇八千代市川線                         | 野村町       | 野村西交差点 / 終点     |

### 沿線
- 西脇市立重春小学校